# St Antony's College (Oxford)
St Antony's College es uno de los colleges de la Universidad de Oxford en Inglaterra. Fundado en 1950 como resultado de un legado del empresario francés Antonin Besse de Adén, St Antony's es uno de los colleges más cosmopolitas de la Universidad de Oxford y es considerado un centro de excelencia para el estudio y la investigación en los campos de relaciones internacionales, economía, política, y estudios de área. Las áreas de especialización del college incluyen Europa, Rusia y los exestados soviéticos, Latinoamérica, Oriente Medio, África, Japón, China, Asia del Sur y el Sudeste Asiático.
La Universidad está localizada en Oxford Norte, con Woodstock Carretera al oeste, Bevington Road al sur y Winchester Road al este. En 2012, St Antony's tenía una dotación financiera estimada de 30 millones de libras.

## Historia
St Antony's fue fundado en 1950 como el resultado de la donación de Sir Antonin Besse de Adén, un mercader de ascendencia francesa. Besse Había considerando donar alrededor dos millones de libras a la Universidad de Oxford para la fundación de un college nuevo desde 1947. Por consejo de su abogado, R Clyde, quién había asistido a New College, Besse decidió seguir adelante con el plan y permitió a Clyde aproximarse a la universidad con la oferta. Inicialmente, la universidad no estuvo muy abierta a la oferta y, en cambio, recomendó que Besse destinara sus fondos para mejorar las finanzas de algunos de los colleges más pobres ya existentes. Finalmente, Besse accedió y contribuyó con un total de £250,000 en cantidades diversas a los siguientes colleges: Keble, Worcester, St Peter's, Wadham, Exeter, Pembroke, Lincoln y Saint Edmund Hall. Tras esta gran contribución, la universidad decidió reconsiderar la oferta de Besse para ayudar a fundar un nuevo college y, tras reconocer la necesidad de proveer a un creciente número de estudiantes de posgrado que llegaban a Oxford, dio su bendición a la empresa. Así fue como en 1948 Besse firmó un acta de crédito en la que nombraba a los primeros fiduciarios del college.

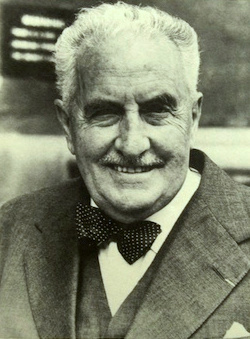
Señor Antonin Besse, cuyo regalo habilitó la fundación de la universidad.

Las atenciones del universitarios entonces girados a proporcionar la universidad nueva, por entonces apellidándose St Antony es, con una casa permanente. Ripon La sala era inicialmente considerada como opción buena para un edificio en qué para albergar la universidad, aun así sus dueños rechazaron vender, forzando el universitarios de reconsiderar su posición y continuar la búsqueda en la esperanza de encontrar premisas alternativas. El universitario entonces mirado en un número de propiedades en sucesión rápida, incluyendo, entre otros, Youlbury, el Wytham propiedad de Abadía, y Universidad de Mánchester, el cual era sabido de ser en una situación desesperada y cuál así podría considerar la venta de sus edificios de Carretera de Mansfield de siglo XIX. Finalmente, cuándo ninguno de las opciones antedichas probó tenable, la universidad empezó para mirar en otro lugar. Está dicho que Besse devenía muy frustrado con el universitario y su aparente disinterest en su proyecto al llegar a este punto, y casi dejó cualquier esperanza para su conclusión. Aun así, después de que mucho retraso, el universitario finalmente adquirió sus premisas actuales en 62 Woodstock Carretera en 1950.
El alumnado admitido primero Universitario en Michaelmas plazo 1950 y recibió su Carta Real en 1953. Una carta suplementaria estuvo concedida en 1962 para dejar el Universitario de admitir mujeres así como hombres, y en 1963 la Universidad estuvo hecha una miembro llena de la Universidad de Oxford. Por 1952 el número de estudiantes en St Antony es había aumentado a 27 y por el fin de la década que el número había aumentado a 260, entre quien 34 nacionalidades diferentes estuvieron representadas. El universitario inicialmente luchado debido a una carencia de financiación apropiada, y en el tardío @1960s había consideración seria dado a la perspectiva de unificar St Antony es con Toda Universidad de Almas cuándo aquella institución anunció su intención para tomar una función más activa en la educación de estudiantes de posgrado. Finalmente este plan no vino a fruition porque Todas las Almas rehusaron la naturaleza federal de la institución propuesta, con los socios de la universidad diciendo considerarían nada menos de una fusión llena, una propuesta qué St Antony está gobernando el cuerpo no fue supportive de. El asunto de financiar y los constreñimientos ponga en St el crecimiento y el desarrollo de Antony era, aun así, en parte solucionados bajo el wardenship de William Deakin, quién se dedicó para financiar-levantando en la universidad behalf y finalmente aseguró un número de préstamos generosos del Ford y Volkswagen fundaciones. Sobre las décadas desde entonces, St Antony es tiene tenido que tratar una carencia casi constante de seguridad financiera - una realidad qué dirigido a la anulación de un número de desarrollos potenciales pretendió expandir la presencia física de la universidad en su sitio en Woodstock Carretera. No hasta el @1990s fue realmente factible para el universitario de embarcar a un programa de edificio nuevo; aun así, desde aquella fecha St Antony es ha continuado expandir y centros de especialista nuevos abiertos para la búsqueda de estudios de área; la universidad es ahora reconocida cuando uno de los centros más importantes del mundo para tal estudio.

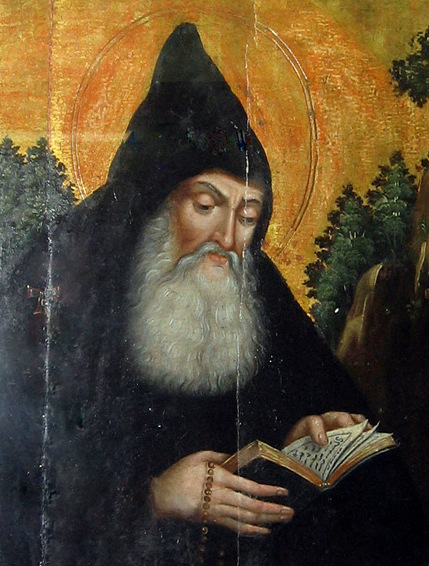
Anthony santo el Grande, para quien la universidad está nombrada.

Desde el principio Besse había expresado su esperanza que la universidad nueva, el cual pretenda abrir a hombres 'irrespective de origen, carrera o credo', probaría instrumental en mejorar cooperación internacional e intercultural entendiendo. Sea así que, sólo dentro de poco después, la universidad anunció su función primaria como tal: 'para ser un centro de búsqueda y estudio adelantados en los campos de historia internacional moderna, filosofía, economía y política y para proporcionar un centro internacional dentro de la Universidad donde estudiantes de posgrado de en todo el mundo puede vivir y trabajar junto en contacto cercano con miembros séniors del Universitarios quiénes son especialistas en sus campos'. La universidad es todavía cierta a su principio de fundar a este día, restante uno de las universidades más internacionales de la universidad, y la casa a muchos de Oxford región-departamentos de estudio concreto. Sea esta característica última , combinado con el wardenship de William Deakin y St la reputación de Antony como centro clave para el estudio de asuntos soviéticos durante el periodo de Guerra Fría, el cual dirigió a rumores de enlaces entre el universitarios y los servicios de inteligencia británicos; el autor Leslie Woodhead escribió a este efecto, describiendo el universitario cuando:

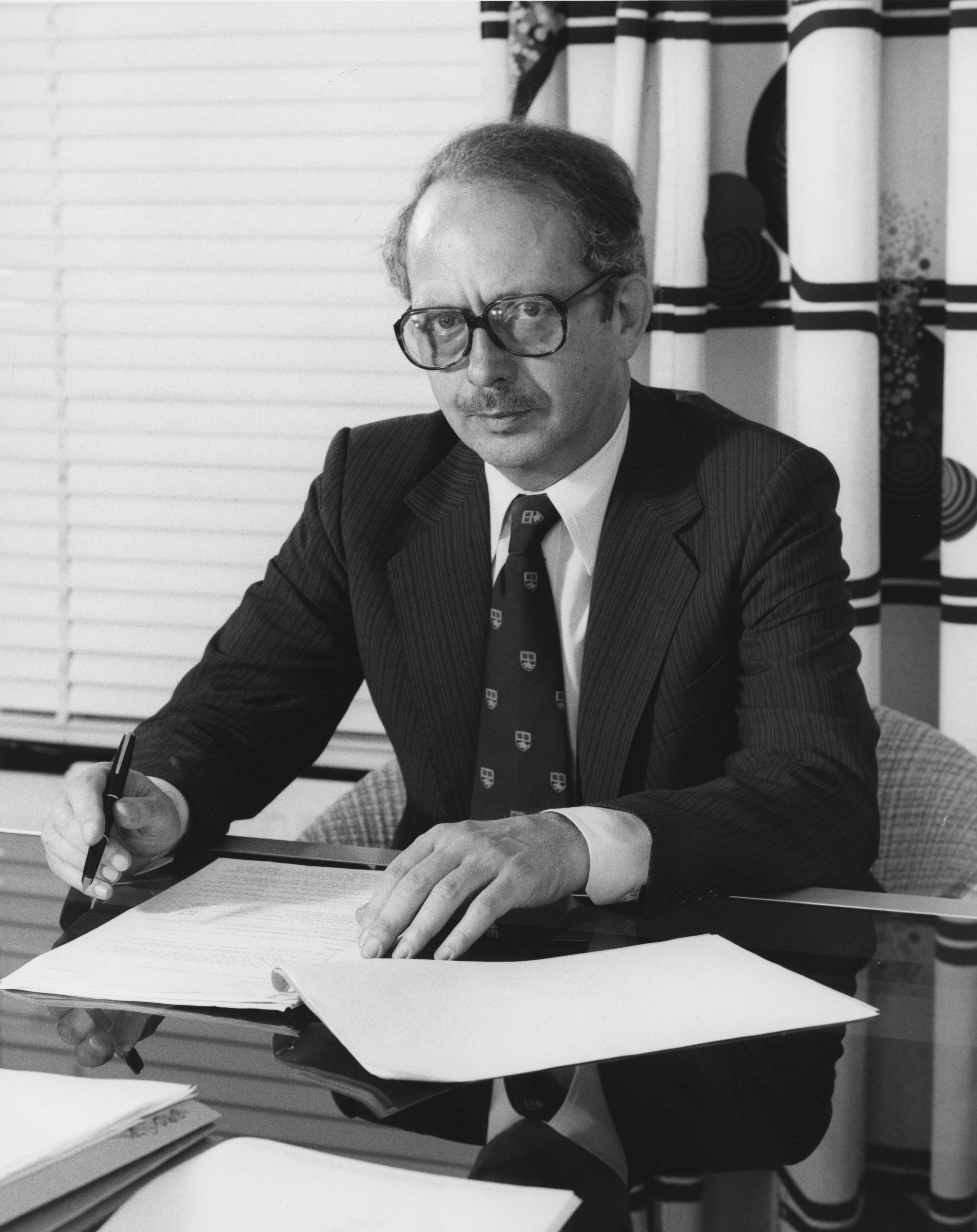
Señor Dahrendorf presided encima mucho de la expansión de la universidad en el 1990.

Además, los anales de la universidad está autorizado historia hace el punto que St Antony es era uno de cuatro universidades en la Universidad, junto con Todas las Almas, Nuffield y Cristo Iglesia, el cual hizo un esfuerzo concertado para establecer fuera de enlaces. En St el caso de Antony, la universidad estableció que varía ancha conexiones con diplomats y visitantes extranjeros, un presentar cuál es más allá comentado encima cuando habiendo hecho el universitario 'quizás más significativo que cualquiera otro desarrollo solo en Oxford ajustamiento al entorno académico internacional contemporáneo'.
Está interesando para notar que whilst la universidad estuvo nombrada St Antony es para aludir a su fundador, cuyo nombre, Antonin Besse, está derivado de la misma raíz lingüística, para un tiempo largo no sea hecho claro si Anthony el Grande o Anthony de Padua era el tocayo pretendido. El asunto era finalmente resuelto en 1961, cuándo el Antony considerado finalmente universitario el Grande de ser más la elección apropiada debido a sus enlaces a uno de las áreas primas de la universidad de especialización - el Este Medio y Cercano. A pesar de este, la pancarta de la universidad está volada cada año en ambos santos' días como asunto de tradición y una estatua del Antony 'incorrecto', Antony de Padua (distinguido por su holding del Cristo niño), posiciones en Hilda de la universidad Besse Edificio.

## Edificios y tierras
El edificio principal de la universidad estuvo construido en la era victoriana temprana para las Hermanas de Piedad en el behest de Marian Rebecca Hughes, la primera mujer para tomar monastic jura dentro de la Iglesia de Inglaterra desde el reformation. El orden encargó Charles Buckeridge, un arquitecto local de algún renombre, para diseñar los edificios de convento. Después de que inicialmente proponiendo un diseño circular basado en el simbolismo del santo trinity, Buckeridge tomó a una aproximación más tradicional y dibujó arriba de los planes para qué es ahora St el edificio principal de Antony algún tiempo antes de que 1865. Whilst Inicialmente había planes para ampliar el convento con una extensión del norte, para qué sitio estuvo hecho en el diseño del edificio, más allá construyendo nunca tuvo lugar. El convento finalmente abierto en noviembre 1868.

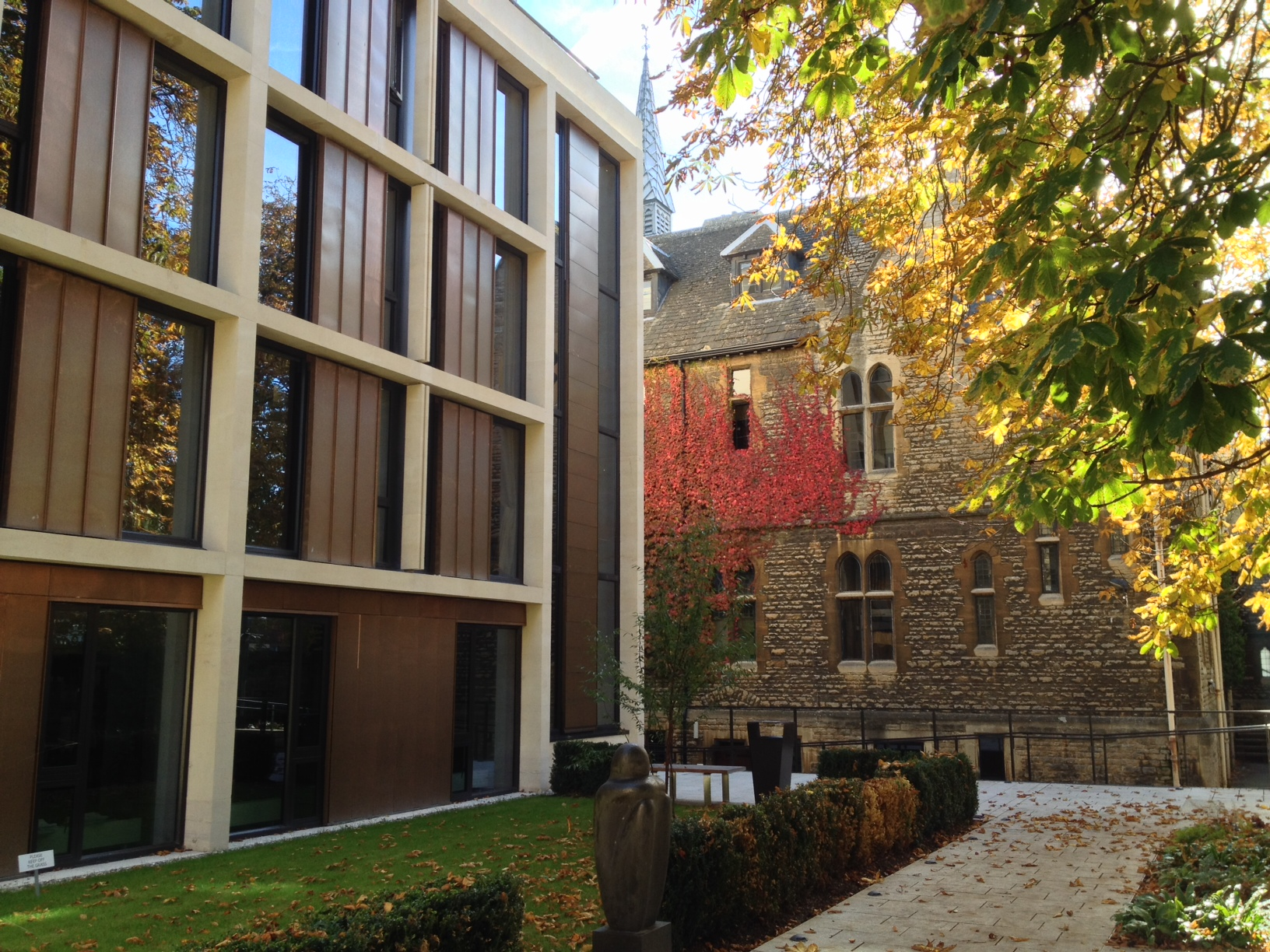
St Antony es está caracterizado por su eclectic mezcla de edificios viejos y nuevos.

El coste total de la complexión inicial vino a ocho mil libras, una suma considerable en aquel tiempo. Está dicho que a primero viendo las premisas nuevas del convento, el arquitecto William Butterfield comentó que sea el 'edificio moderno mejor en Oxford después de mi universitario', por qué signifique Keble. St Antony está adquirido el convento anterior en 1950 después de que haya sido vacated por las Hermanas de Piedad y Halifax Casa, el cual había ocupado las premisas en el periodo de guerra de correo inmediato. La capilla del edificio, el cual nunca fue consagrado y ahora alberga la biblioteca universitaria principal, estuvo construido en los años 1891-4 a Buckeridge diseño original. El edificio principal undercroft, ahora el Gulbenkian Habitación de Lectura, era inicialmente utilizado por el nuns como refectory, una función continúe jugar hasta la conclusión de la Hilda Besse edificio en 1970.

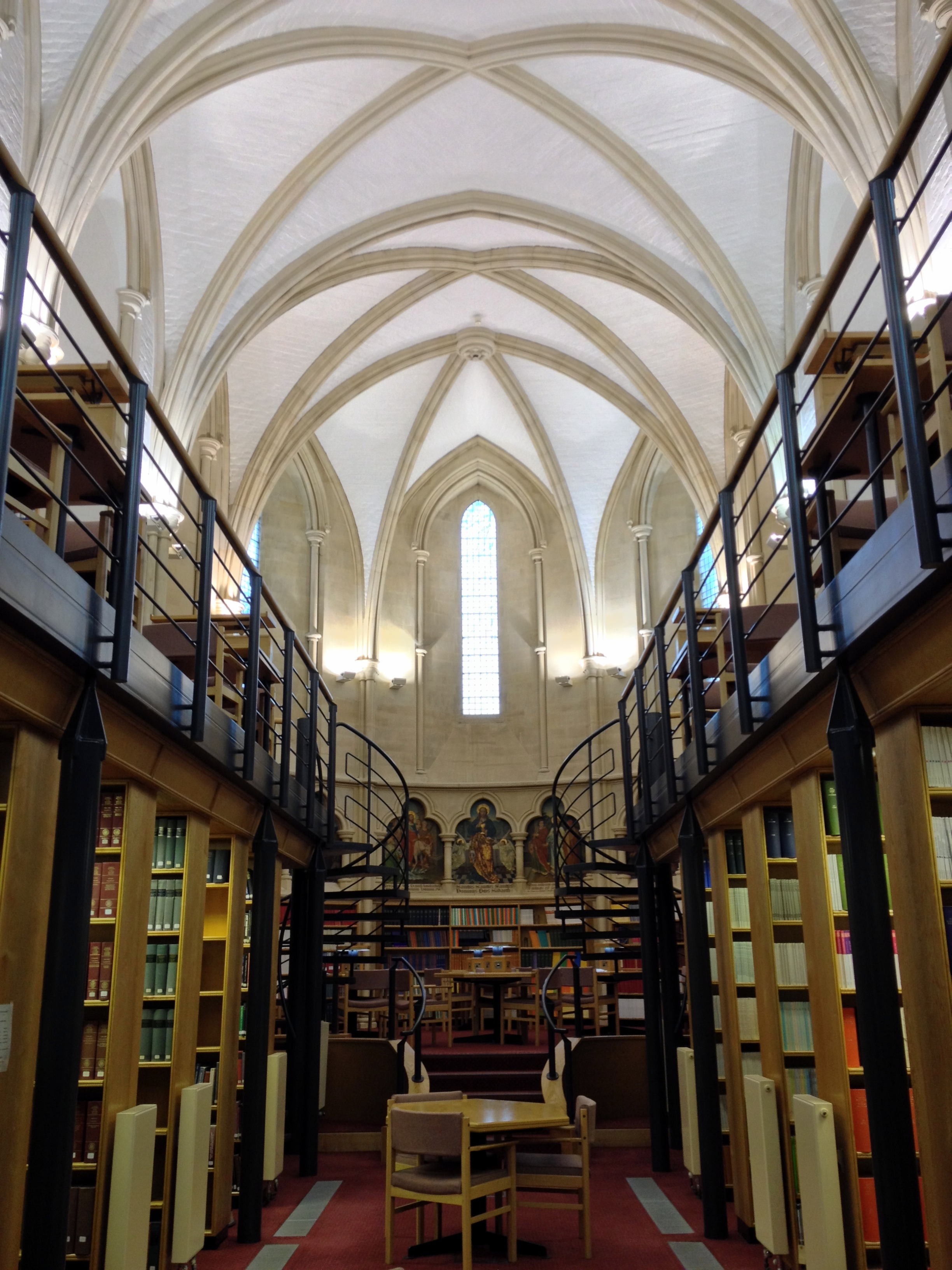
La biblioteca principal de la universidad está albergada en el edificio viejo.

Después de que un número de esquemas ambiciosos, uno del cual había sido diseñado por el famed Oscar Niemeyer, para ampliar la universidad en 1960 fue al traste debido a carencia de fondos, el universitarios decididos para concentrar sus esfuerzos en proporcionar para la construcción de una extensión pequeña y adquisición de propiedades vecinas. La Hilda Besse edificio, o 'Edificio Nuevo' cuando sea entonces sabido, estuvo abierto en 1970; está interesando para notar que este edificio todavía sirve su propósito original a este día en albergar la universidad está cenando sala y graduar habitación común así como un número grande de salas de reuniones subsidiarias. La expansión importante próxima de la universidad entró 1993 con la conclusión de un edificio nuevo para albergar el Nissan Instituto para Estudios japoneses y el Bodleian Biblioteca japonesa, whilst el alojamiento adicional no fue suministrado hasta el edificio del Fundador estuvo abierto para marcar el milenio en el año 2000.
En años recientes no mucho desarrollo ha tenido lugar hasta que conclusión de los edificios de Puerta nueva de la universidad en 2013, los cuales han alterado mucho la propiedad y proporcionado instalaciones de clase mundiales nuevas a personal y alumnado igualmente. Los edificios proporcionan una entrada principal nueva al universitario y formar el este, y final, lado del primer cuadrángulo de la universidad. Además, cuando parte de su programa de desarrollo actual, St Antony es ha encargado la construcción de un centro nuevo para Estudios Orientales Medios. El Centro de Oriente Medio, o Softbridge Edificio, ha sido diseñado por la renombrada arquitecta iraquí-británica Zaha Hadid.

## Vida estudiantil y estudio

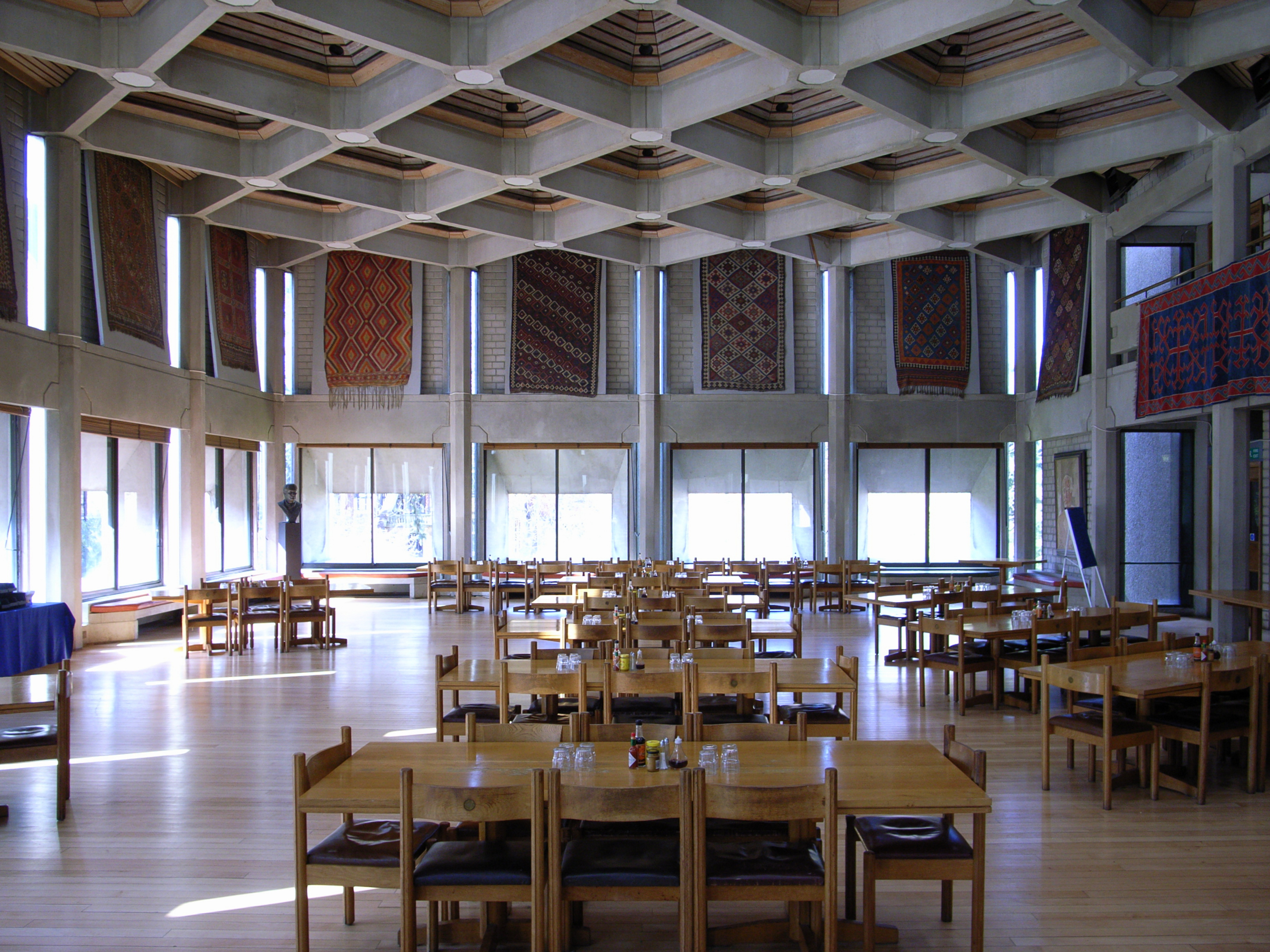
La sala de cena de la universidad está localizada en la Hilda galardonada Besse edificio.

St La universidad de Antony tiene algunos 400 estudiantes de encima 67 países; sobre medio del alumnado tiene una primera lengua otro que inglés. Los intereses estudiantiles están representados por un cuerpo elegido, el Licenciado Habitación Común (GCR) Ejecutivo, el cual está elegido en una base anual al final de Michaelmas Plazo.
Alumnado quiénes viven en (en alojamiento universitario) está acomodado en un número de edificios de varias eras. Alojamiento más universitario está localizado encima sitio, con alrededor 104 en-suite los dormitorios proporcionados en la Puerta y los edificios del fundador. Las habitaciones más lejanas son para ser encontrados en casas victorianas convertidas tanto encima sitio o muy cercano por. Esta expansión en la provisión de las habitaciones para estudiantes es un desarrollo reciente en St Antony es, el cual hasta que recientemente (arriba hasta la construcción del edificio del Fundador en la vuelta del milenio) era uno del pocos Oxford las universidades caracterizaron por una carencia crónica de habitaciones estudiantiles. A raíz de este desarrollo, la universidad es ahora capaz de proporcionar algunos del alojamiento de posgrado de calidad más alto en la ciudad.
La universidad es anfitriona al St la barra Tardía de Antony, localizado en el piso de tierra de la Hilda galardonada Besse edificio y sirviendo alumnado durante el año académico. Además de operativo como barra regular, él los anfitriones numerosos themed bops, noches/de país/de región de cultura, acontecimientos de música viva (conciertos de huésped, abiertos-mic noches, Batalla de las Bandas), funciones/de caridad del bienestar, varias catas y partidos lanzadores, entre otros. Popular recurring los acontecimientos incluyen Halloqueen, Noche de EE.UU., latino Bop, Noche balcánica, y la Bebida tres veces anual la Barra Seca.

### Bibliotecas y publicaciones

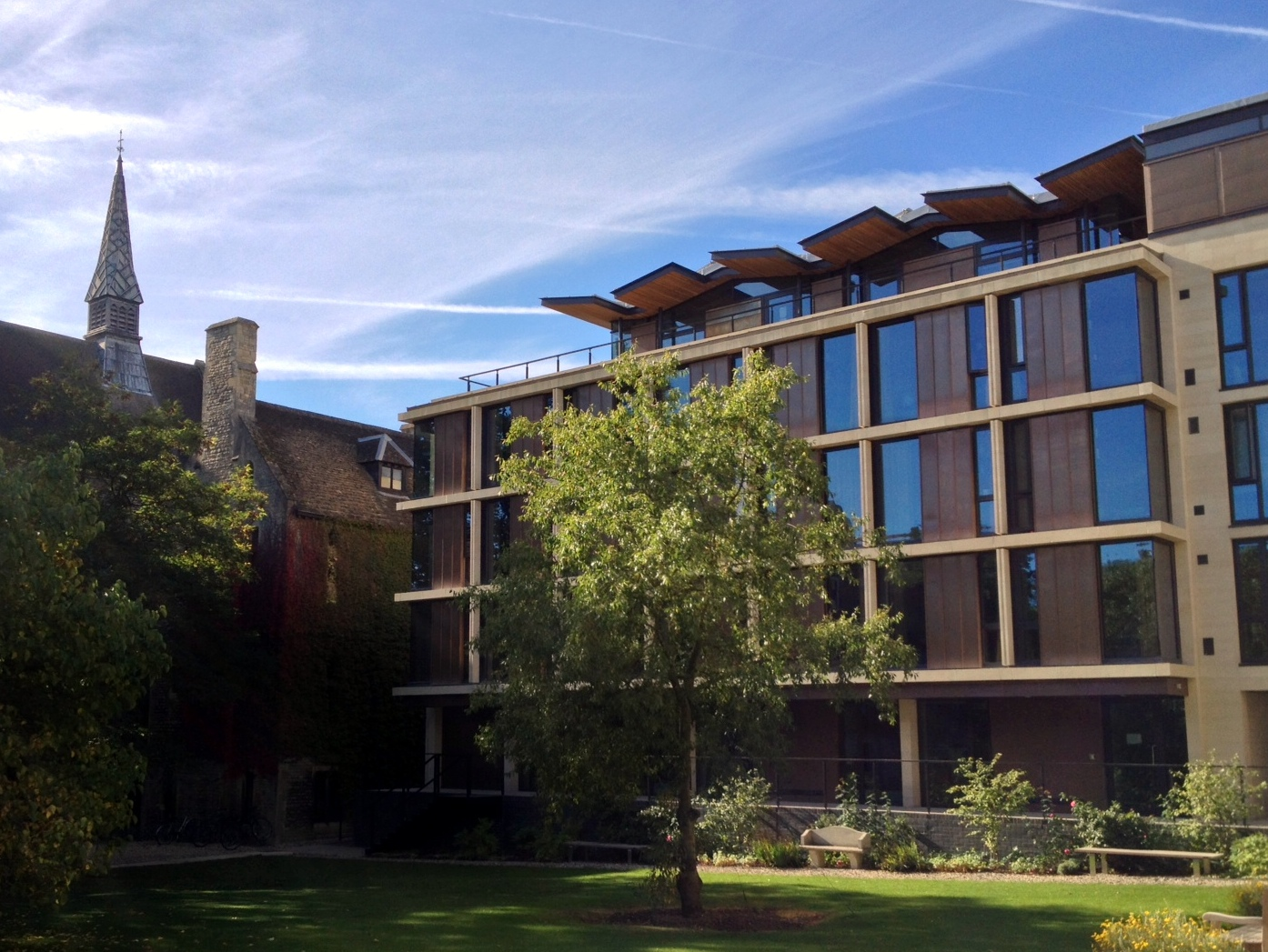
El Edificio de Puerta, completado en 2013, proporciona alrededor cincuenta en-suite dormitorios de estudio.

El Edificio Principal - la Trinity Santa anterior Convento qué estuvo construido en el 1860, alberga la biblioteca principal de la universidad, Gulbenkian Leyendo Habitación, y el ruso y Centro de Estudio europeo Del este. Los holdings colectivos de la biblioteca principal y varias bibliotecas de centro comprenden encima 110,000 volúmenes, whilst suscripciones a actuales periodicals número aproximadamente 300. La biblioteca principal él aguanta encima 60,000 volúmenes y suscribe a encima 100 actual periodicals con las colecciones generales en historia moderna, política, economía y relaciones internacionales, las colecciones encima Europa, Asia, y el no-Slavonic colecciones encima Rusia, la URSS anterior y Europa Oriental. Lo También alberga algunos archivo de 20.º siglos colecciones, incluyendo el Wheeler-Bennett papeles. St Antony es está asociado con el Oxford Sistema de Información de las Bibliotecas (OLIS), y ha sido un colaborador al catálogo de biblioteca de unión en línea de la universidad desde entonces 1990.

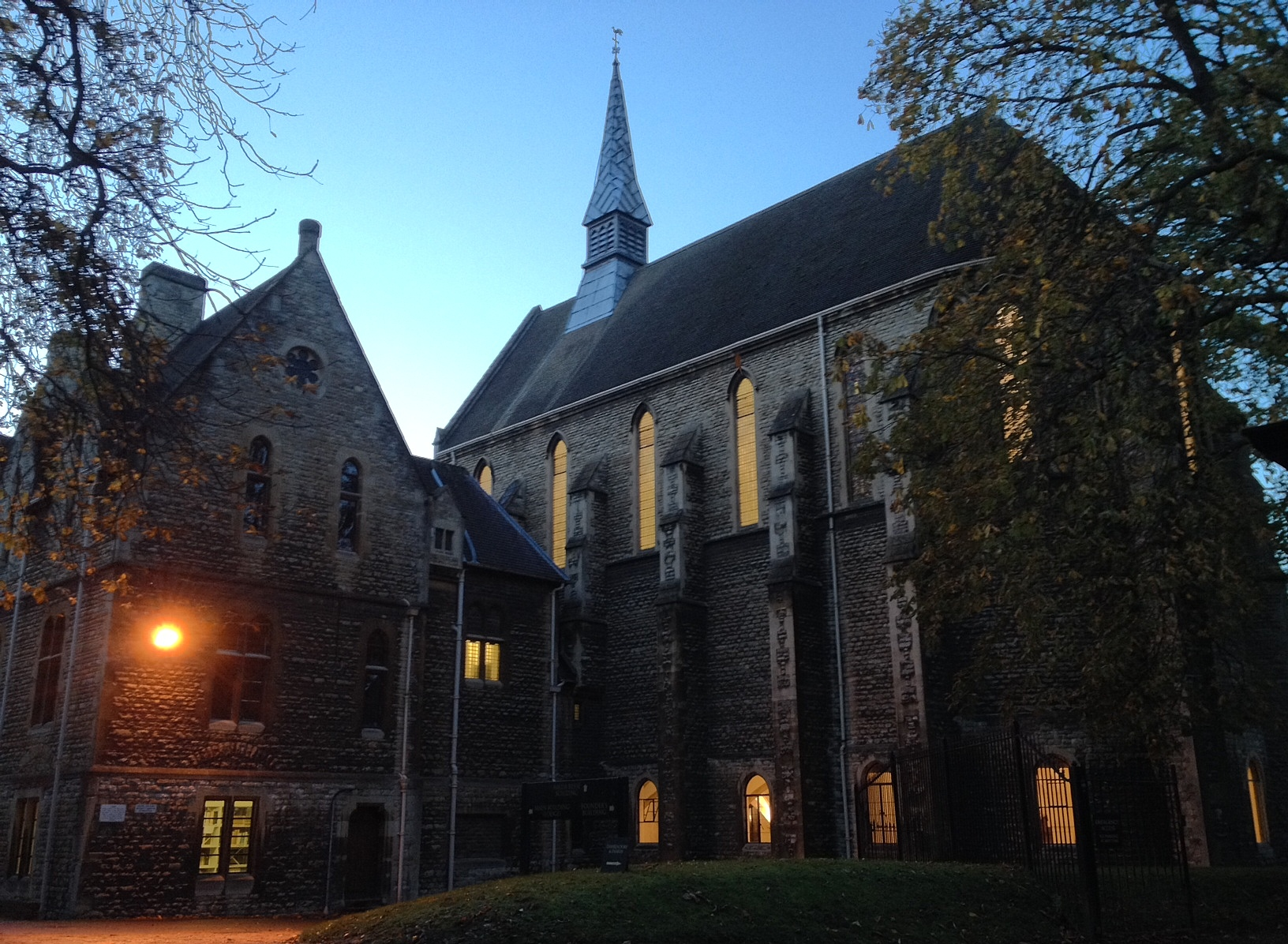
El edificio principal y biblioteca universitaria.

Las otras bibliotecas en el sitio Universitario son la Biblioteca de Centro del Oriente Medio, la Biblioteca de Centro latinoamericana, el Bodleian Biblioteca japonesa y el ruso y Eurasian Biblioteca de Centro de los Estudios, el último del cual era recientemente refurbished tan parte de la construcción de rodamiento de la universidad y programa de rejuvenecimiento. El Universitario también aguanta una colección extensa de archivístico material relacionando al Oriente Medio en el Archivo de Centro del Oriente Medio Archivado el 9 de junio de 2011 en Wayback Machine., las premisas de los cuales son pronto para ser mucho expandidos con la conclusión de Zaha Hadid Softbridge edificio en mid-2014. Las bibliotecas de estudios del área de la universidad son únicas dentro del universitarios y así generalmente abrir a todo su alumnado, a toda costa de afiliación universitaria; típicamente aguantan una colección ancha de fuentes de lengua primaria y más lejanos Anglophone textos - una abundancia de material de especialista y pericia única qué Leslie incitada Woodhead para comentar como sigue:
El licenciado de la universidad la habitación Común tiene, desde entonces 2005, publicó un biannual la revista académica tituló el est la revisión Internacional de Antony', el cual es más generalmente sabido por su acrónimo - PELDAÑO. La revista representa un medio a través de qué aspirante joven academics puede publicar su trabajo junto a su política establecida-fabricantes y su peers. Además, la universidad publica un termly newsletter, el Antonian, y un universitario récord - un informe anual en asuntos universitarios.

### Deportes y sociedades

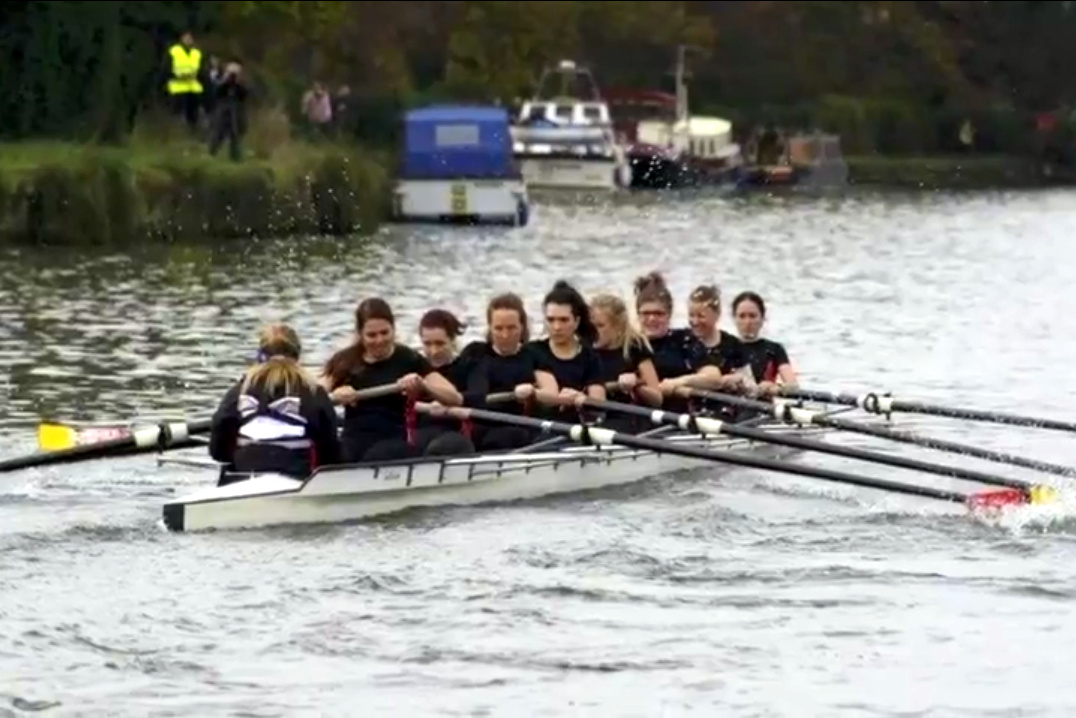
Unas mujeres ocho. St El club de Barca de Antony ha visto mucho éxito en años recientes.

Esto cosmopolitan el entorno cultural es más lejano fostered por un comunal cenando sala y S.D. activa para fútbol, criquet, y remando, en qué deporte el club universitario ganó el Nephthys y Cristo Iglesia Regattas en 2011. El universitario también tiene una Sociedad de Película europea activa y un coro. La universidad rival académico y deportivo importante está considerado para ser Nuffield Universidad.

### Rankings
Como posgrado universidad única, St Antony es no aparece en la universidad anual Norrington Mesa.

## Tradiciones y atributos
St El alumnado de Antony no es requerido para llevar vestido académico formal (sub-fusc) a cualquier comida a pesar de que puede escoger hacer tan si desean. Qué es más, la universidad no mantiene una mesa alta permanente, en cambio escogiendo servir comidas de mesa alta en un número de ocasiones cada semana para los socios de la universidad y visitando academics. Es consuetudinario para estudiantes para ser invitados para cenar en mesa alta en el acontecimiento que han hecho el universitarios orgullosos a través de sus consecuciones personales propias o coraje deportivo. Alumnado , aun así, a menudo atender mesa alta en la invitación de sus supervisores o en el acontecimiento que una #personaje de visitar del interés académico al estudiante está siendo hosted por la universidad.
A pesar del encima, St los restos de Antony una universidad en gran parte informal, mandating el llevando de vestido académico sólo para la universidad matriculation y ceremonias de graduación. Qué es más, como universidad de licenciado, St el alumnado de Antony juega una función importante en el día-a-negocio de día de correr la universidad a través de su cuerpo elegido de representantes - el Licenciado Habitación Común o GCR.

### Abrigo de armas
Las armas de la universidad, concedidos en 1952, estuvo diseñado de tal manera con objeto de reflejar el tocayo de la universidad - Anthony 'el Grande' de Egipto. El rojo representa el Mar Rojo, whilst el oro estuvo escogido para reflejar arenas de desierto. El mullets estuvo tomado prestado de la marca de comercio del fundador, whilst el T-shaped los elementos son cruces tradicionales de St Antony. El heraldic blazon para estas armas es como sigue:

O en un galón entre tres tau cruces gules cuando muchos agujerearon mullets del campo.

La universidad motto 'plus est en vous' es a veces añadido en complementar a sus armas. Cuándo esto es el caso , son típicamente colocados a un rollo debajo el escutcheon (escudo); esta versión de las armas es más generalmente encontrado en la cubierta de St los asuntos de Papeles de Antony. El motto él puede ser traducido literalmente cuando ' hay más en ti', a pesar de que es generalmente tomado para implicar la expresión inglesa siguiente: ' hay más a ti que conoce el ojo'.

### Grace
St Antony es es uno de nueve universidades en el universitarios de emplear el 'dos-palabra' gracia latina. Esto es statistically la forma más popular de la gracia dicha en sala en Oxford y también en Cambridge, donde utilice por cinco universidades. La gracia está leída fuera en dos partes en las comidas formales de la universidad, los cuales tienen lugar dos veces cada plazo. La primera mitad de la gracia o 'ante cibum' está dicho con anterioridad al inicio de la comida y el segundo, el correo cibum, una vez la comida ha acabado. Está leído como sigue:

Benedictus benedictat - Mayo el Bendito Uno da una bendición

Benedicto benedicatur - elogio Dejado ser dado al Bendito Un

La gracia está dicha en mantener con tradición, aun así, diferente como máximo Oxford universidades, St Antony es no requiere su alumnado para estar y reconocer el refrán de gracia. Curiosamente, la segunda mitad de la gracia o 'correo cibum' también puede ser alternativamente traducido cuando 'Dejado una bendición ser dado por el Bendito Uno'.

## Rectores de St Antony's
El primer rector de la Universidad fue William Deakin (1950–1968), un joven estudiante de Oxford que en la Segunda Guerra Mundial sería un soldado aventurero y asesor de Winston Churchill. Gane Antonin Besse confianza y jugó la función clave en girar su visión al centro de excelencia que St Antony es ha devenido. Raymond Carr (1968–1987), un historiador señalado de España, expandió el Universitario y su cobertura regional y abrió sus puertas a visitar becarios de en todo el mundo.
Ralf Dahrendorf (más tarde lord Dahrendorf) (1987–1997) llegó a St Antony's después de una destacada carrera como político y teórico de las ciencias sociales en Alemania. Fue Comisario europeo y Director de la Escuela de Londres de Economía. Amplió la Universidad y desarrolló su función como fuente de influencia política. El rector anterior, Marrack Goulding (1997–2006), que sirvió en el Servicio Diplomático británico durante 26 años antes de ser Vicesecretario General de las Naciones Unidas. Su llegada subrayó la naturaleza internacional de la Universidad y aportó sus contactos con gobiernos de todo el mundo. El quinto rector de la Universidad, Margaret MacMillan tomó posesión en julio de 2007.

### Alumnado anterior
St Antony alumni (Antonians) ha conseguido éxito en una variedad ancha de carreras; estos incluyen escritores, políticos, academics y un número grande de funcionarios, diplomats y representantes de organizaciones internacionales.
Alumnado anterior con las carreras como políticos y funcionarios incluyen Álvaro Uribe, quién era Presidente de Colombia de 2002 a 2010 y su Ministro de Asuntos Exteriores Jaime Bermúdez, Yigal Allon, diputado y Primer ministro suplente de Israel, el Comisario europeo presente para Asuntos Económicos y Monetarios y el Euro y vicepresidente de la Comisión europea Olli Rehn, el Secretario de Estado anterior para Secuoya de John del Gales, Comisario de UE anterior Jean Dondelinger, el político canadiense John Godfrey, y Gary Hart, un Senador de EE.UU. anterior y candidato a la presidencia. Diplomats Joseph Un. Presel, Gustavo Bell y Shlomo Ben-Ami es también Antonians. Además, Minouche Shafik, diputado director gestor del Fondo Monetario Internacional, es un Antonian, cuando es tres-cronometrar Pulitzer Premio@–periodista ganador Thomas Friedman y Pulitzer corresponsal de guerra Premiada Dexter Filkins.
Más allá Antonians incluir Anne Applebaum, editor anterior en El Economista, Jorgo Chatzimarkakis, Miembro de la Eurocámara, el comunista búlgaro Lyudmila Zhivkova, y Rhodes becario Chrystia Freeland, un director en Thomson Reuters.
En academia, Señor Christopher Bayly es el presidente actual de St la universidad de Catharine, Cambridge, whilst William Roger Louis es Kerr Silla en Cultura e Historia inglesas en la University of Texas en Austin, Frances Lannon es el principal de Sala de Margaret de la Señora, Oxford. Richard J.Evans es el Regis profesor de Historia Moderna en Cambridge, Anthony Venables aguanta Oxford BP professorship en Economía y aguantó la posición de Economista Jefe en el Departamento de Reino Unido para Desarrollo Internacional; Paul Kennedy es el Dilworth profesor de Historia británica en Yale, Rashid Khalidi un profesor en Columbia y Michael T. Benson Es el presidente de Universidad de Utah Del sur.
El universitario también cuenta la medalla de oro Olímpica #nadador ganador Davis Tarwater, el talented guionista Julian Mitchell y su alcaide actual propio, Margaret MacMillan, entre su alumni.

### Académicos
- Timothy Garton Ash, periodista y autor en asuntos europeos
- Esteras Berdal, Profesor de Seguridad y Desarrollo en el Departamento de Estudios de Guerra, en el King's College de Londres
- Archie Brown, historiador del fin de la Guerra Fría y autor de El factor Gorbachov
- Paul Collier, Director del Centro para el Estudio de Economías africanas en Oxford
- Michael Kaser, economista y autor de Economía soviética
- Homa Katouzian, becario y crítico literarios de estudios iraníes
- Paul Kennedy, J. Richardson Dilworth Profesor de Historia; Director, Estudios de Seguridad Internacional, Yale Universidad[14]
- Alan Caballero, correo-historiador crítico, Director del Centro latinoamericano, y autor del premio de dos volúmenes libro ganador La Revolución mexicana (1986)
- William Roger Louis, historiador y becario del Imperio británico, especialmente Descolonización.
- Kalypso Nicolaïdis, Profesor de Director y Relaciones Internacionales del Centro de Estudios europeo
- Tariq Ramadan, Profesor de Estudios islámicos Contemporáneos
- Robert Servicio, historiador de la URSS y biógrafo de Vladimir Lenin y Joseph Stalin
- Avi Shlaim, escritura de historiador en el árabe-conflicto israelí.
- Vivienne Shue, FBA, sinologist y autor de "El Lograr del Estado"
- Arnab Goswami, periodista indio quién es el redactor jefe y ancla Noticiosa del Tiempo de canal noticioso indio Ahora
- Hasan Bulent Paksoy, historiador y crítico literario, especialmente de Asia Central.
- Omer Bartov, el historiador que escribe encima el genocidio centrado en el Holocausto; autor de siete libros.

### Socios anteriores
- Albert Hourani, Fundador-Director, Centro de Oriente Medio, St la universidad de Antony, Oxford
- James Joll, historiador, socio (1950@–67)
- Sudipta Kaviraj, Profesor de Ciencias Políticas, Columbia Universidad, Nueva York
- Frank McLynn, historiador y biógrafo
- Tapan Raychaudhuri, Emeritus Socio, St la universidad de Antony, Oxford
- Giulio Angioni, antropólogo y escritor italiano
- Michael Aris, dirigiendo autoridad Occidental en Butanés, Tibetan y Himalayan cultura, Marido de dirigente de oposición birmana Aung San Suu Kyi